# Cronies
Cronies es una película estadounidense de 2015 dirigida y escrita por Michael Larnell. El cineasta Spike Lee ofició como productor ejecutivo del filme, el cual fue estrenado el 25 de enero de 2015 en el Festival de Cine de Sundance.

## Sinopsis
La película relata la historia de Louis (George Sample III) y Jack (Zurich Buckner), dos afroamericanos y amigos desde la infancia. Todo empezará a cambiar cuando Louis consigue un nuevo amigo de piel blanca llamado Andrew (Brian Kowalski) y empieza a planear negocios con él. Jack, alentado por esta nueva situación, decide no quedarse atrás y emprender un nuevo negocio a su manera, lo que pondrá en peligro la larga amistad de ambos.

## Reparto
- George Sample III como Louis
- Zurich Buckner as Jack
- Brian Kowalski as Andrew
- Landra Taylor as Nikki
- Samiyah Womack as Aisha
- Elinor Nelson as Juanita
- Homer Simmons as Suede
- Michael Larnell como el presentador radial

## Recepción
Actualmente cuenta con una aprobación de 67% en el sitio especializado Rotten Tomatoes. Tal Rosenberg, escribiendo para el Chicago Reader, afirmó que la película "hace gala de una sofisticada comprensión de la política racial y de un fino oído para el lenguaje y el comportamiento de la camaradería masculina, pero nunca sucumbe al sensacionalismo ni a la moral manifiesta". En una crítica menos entusiasta, Jon Frosch de Hollywood Reporter manifestó que "ninguno de los tres personajes principales cobra vida como algo particularmente rico o convincente ni en sus bromas machistas ni en sus momentos confesionales, y la dinámica de celos y afecto entre ellos se registra a medias".